# Cymbidium woodlandense
Cymbidium woodlandense је врста орхидеја из рода Cymbidium и породице Orchidaceae. Природно станиште је Мјанмар. Нису наведене подврсте у Catalogue of Life.